# Альбано-Лациале
Альба́но-Лациа́ле (итал. Albano Laziale, Арбано на альбанском диалекте) — коммуна в Италии, расположена в области Лацио, подчиняется административному центру метропольный город Рим-столица.  
Находится на берегу озера Альбано, в Альбанских горах, в 25 км на юг от итальянской столицы, по соседству с Кастель-Гандольфо.  
Население коммуны, на 01.01.2025 года,составляет 39 634 человека, плотность населения ─ 1674,51 чел./км². Коммуна занимает площадь 23,67 км².  
Почтовый индекс ─ 00041. Телефонный код — 06. 
Одна из самых важных коммун Кастелли Романи и самая коммерчески оживлённая коммуна. Территория Альбано частично входит в состав Регионального парка Кастелли Романи. Коммуна включает в себя две густонаселённые фракции: Чеккина и Павона.

## История
Альбано — один из кандидатов на то, чтобы считаться преемником полулегендарной Альба-Лонги. В напоминание об этом на гербе города изображён белый вепрь, который приснился Асканию накануне основания латинской столицы. 
В исторические времена здесь был устроен лагерь Второго легиона. Из примечательных зданий древними авторами упоминаются вилла Помпея и термы Каракаллы, отчасти сохранившиеся.
Помимо многочисленных напоминаний о временах античности, в Альбано сохранились и более поздние памятники истории и архитектуры — собор св. Панкратия (1721), раннехристианские катакомбы с гробницей неаполитанской королевы Марии Терезии, средневековая церковь св. Павла с мощами Гаспара дель Буфало, барочные виллы «чёрной знати» и полуразрушенный замок княжеского семейства Савелли.
Покровителем города почитается святой мученик Панкратий, память 12 мая.
Указом Президента Республики от 15 ноября 2006 года Альбано-Лациале было присвоено звание города.

## Демография

### Национальный состав
По данным Национального института статистики на 01.01.2022 года на территории коммуны проживало 39 674 человека, из них 3444 ─ были иностранными гражданами, что составило 8,68% от всего населения коммуны.
Этот же показатель, за этот же период, в регионе Лацио был на уровне 10,82% и 8,52% по республике.
Этнический состав населения на 01.01.2022
| Национальность | Численность человек | Доля в % |
| -------------- | ------------------- | -------- |
| Итальянцы      | 36230               | 91,32    |
| Румыны         | 1796                | 4,53     |
| Албанцы        | 202                 | 0,51     |
| Египтяне       | 142                 | 0,36     |
| Бенгальцы      | 132                 | 0,33     |
| Индийцы        | 131                 | 0,33     |
| Украинцы       | 129                 | 0,33     |
| Китайцы        | 91                  | 0,23     |
| Поляки         | 85                  | 0,21     |
| Молдаване      | 77                  | 0,19     |
| Пакистанцы     | 61                  | 0,15     |
| Тунисцы        | 61                  | 0,15     |
| Марокканцы     | 30                  | 0,08     |
| Перуанцы       | 26                  | 0,07     |
| Эквадорцы      | 22                  | 0,06     |
| Грузины        | 21                  | 0,05     |
| Болгары        | 19                  | 0,05     |
| Бразильцы      | 18                  | 0,05     |
| Филиппинцы     | 16                  | 0,04     |
| Немцы          | 15                  | 0,04     |
| Русские        | 13                  | 0,03     |
| Шриланкийцы    | 13                  | 0,03     |
| Англичане      | 12                  | 0,03     |
| Американцы     | 10                  | 0,03     |
| Нигерийцы      | 10                  | 0,03     |
| Сенегальцы     | 10                  | 0,03     |
| Аргентинцы     | 8                   | 0,02     |
| Алжирцы        | 7                   | 0,02     |
| Колумбийцы     | 7                   | 0,02     |
| Нидерландцы    | 7                   | 0,02     |
| Афганцы        | 6                   | 0,02     |
| Камерунцы      | 6                   | 0,02     |
| Македонцы      | 4                   | 0,01     |
| Другие         | 257                 | 0,65     |
| Итого          | 39 674              | 100      |

На 01.01.2023 года население коммуны составляло 39 718 человек, плотность населения ─ 1 668,12 чел./км².

## Администрация коммуны
Главой коммуны является мэр Массимиллиано Борелли, с 25 сентября 2020 года.
Муниципалитет входит в движение «Соглашение мэров».

## Города-побратимы
- Таоюань, Тайвань[6]
- Бялогард,  Польша[7]
- Хомбург (Саар), Германия[8]